# Union des droites

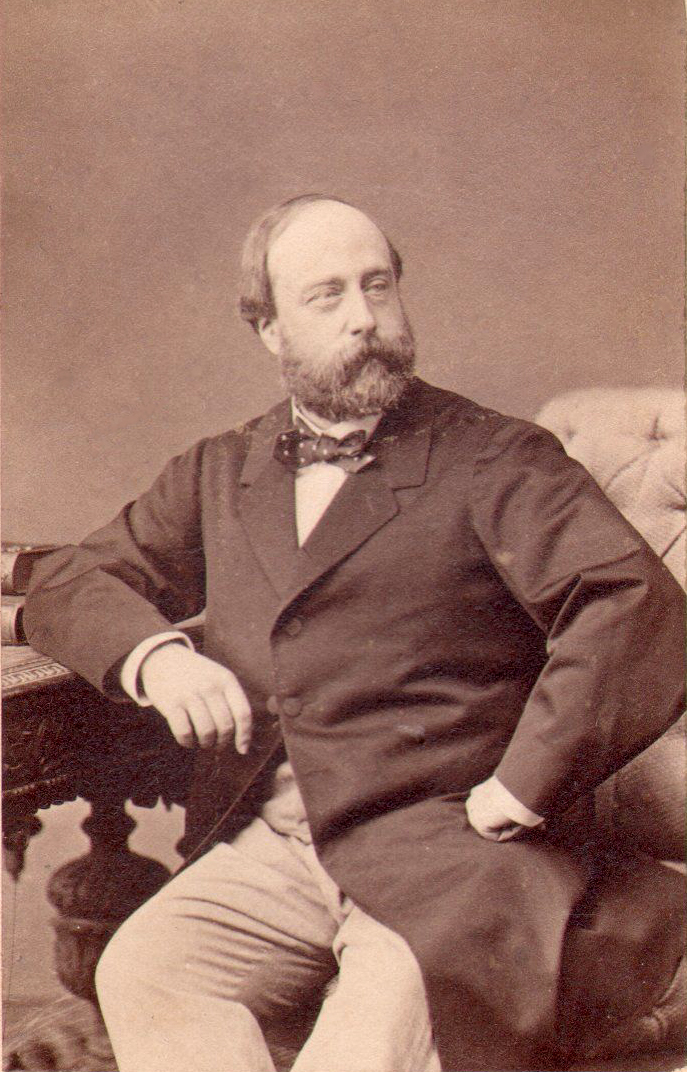
Henri d’Artois, Comte de Chambord

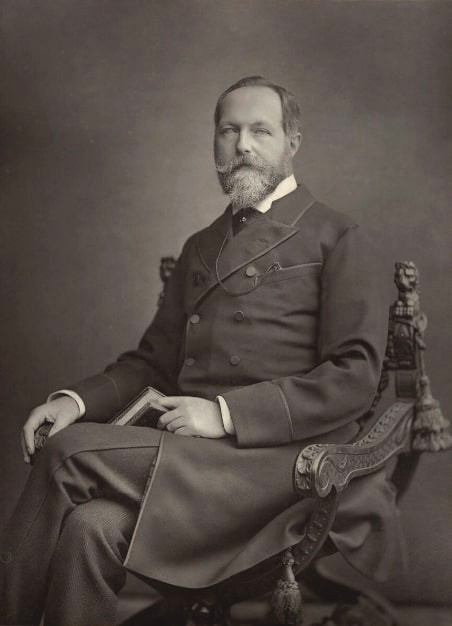
Philippe d’Orléans, Comte de Paris

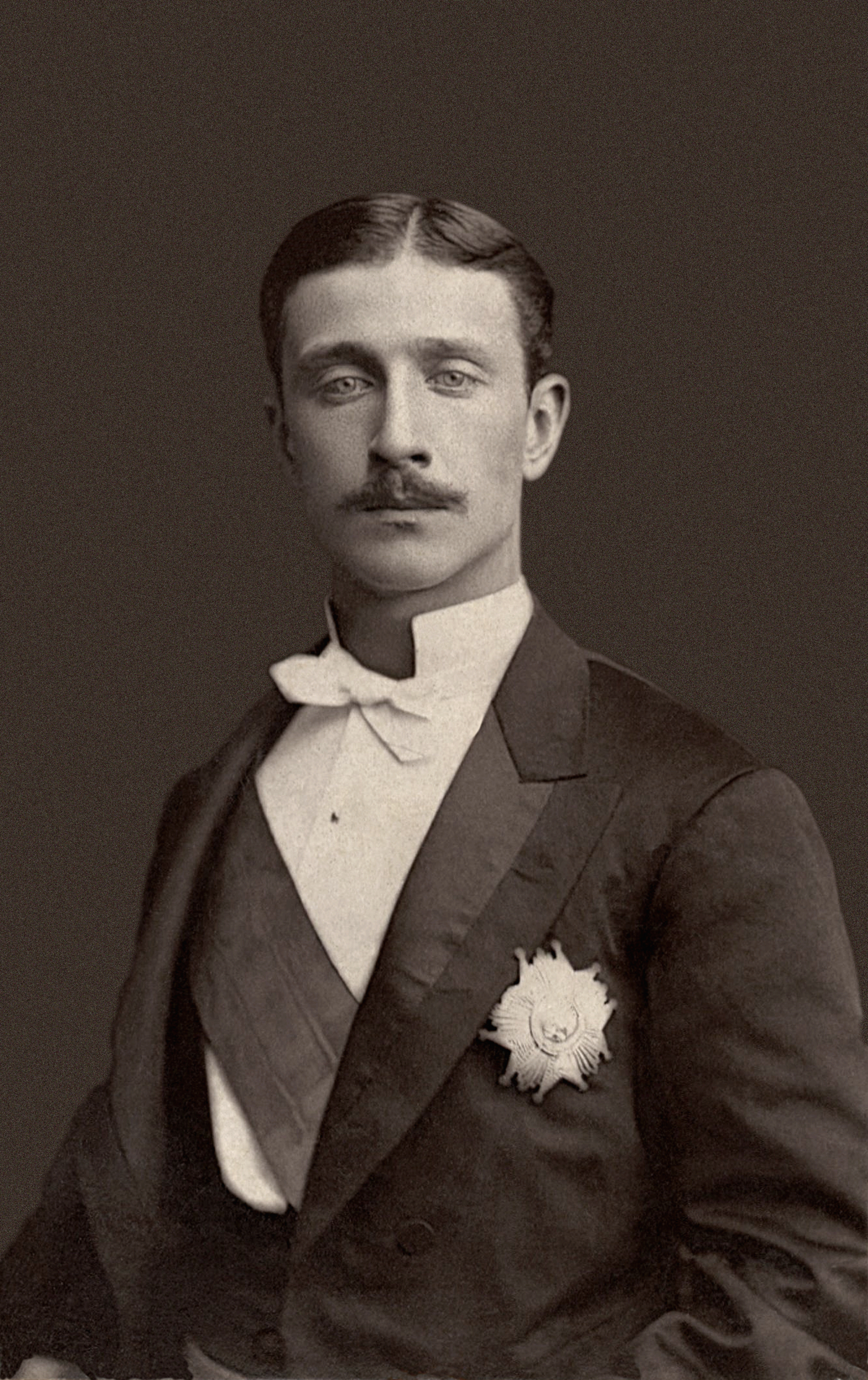
Napoléon (IV.) Bonaparte, (1878)

Die Union des droites (Union der Rechten) war eine parlamentarische Fraktion im Frankreich der 3. Republik, in der sich legitimistische, orléanistische und bonapartistische Gegner der Republik zusammenschlossen. Sie bestand von 1871 bis 1893. Ihr Einfluss nahm nach dem Scheitern des Projekts der dritten Restauration und dem Aufkommen neuer rechter Bewegungen wie dem Boulangismus und dem Nationalismus ab.

## Geschichte

### Zusammensetzung
Innerhalb der Union des droites lassen sich drei Strömungen unterscheiden:
- Die Legitimisten: Royalisten, die dem Zweig der Bourbonen treu blieben, den Grafen von Chambord auf den Thron setzen wollten und eine Rückkehr zu einer starken Monarchie befürworteten;
- die Orléanisten: Diese waren gemäßigter, standen rechts der Mitte und wollten wieder ein konstitutionelles Regime (nach dem Vorbild der Julimonarchie) mit dem Grafen von Paris, dem Enkel von Louis-Philippe I., an der Spitze;
- die Bonapartisten: Nach dem Sturz des Zweiten Kaiserreichs stark geschwächt, befürworteten sie die Rückkehr zu einem autoritären Kaiserreich (im Gegensatz zum liberalen Kaiserreich, das am Ende der Herrschaft Napoleons III. eingeführt worden war); sie bildeten die Gruppe Appel au peuple (Aufruf an das Volk).

### Parlamentsmehrheit
Bei den Parlamentswahlen von 1871, die im Rahmen des Waffenstillstandsabkommens abgehalten wurden, um eine legitime Versammlung für den Friedensschluss zu haben, gewannen die konservativen Parteien, die für ein Ende des Krieges eintraten, eine große Mehrheit der Sitze in der Nationalversammlung.
Da sie sich jedoch nicht auf die Wiederherstellung der Monarchie einigen konnte, ließ die Union des droites Marschall Mac Mahon zum Präsidenten der Republik wählen, zerfiel jedoch bei der Abstimmung über die Verfassungsgesetze von 1875, da die wenigen Bonapartisten diese ablehnten und die Legitimisten gespalten waren. Sie behielt die Mehrheit bis zu den Parlamentswahlen von 1876, bei denen die opportunistischen Republikaner siegten und die Rechte kein nationales Wahlbündnis einging. Die Fraktion der Union des Droites wurde daraufhin faktisch aufgelöst.
Der Senat, dessen Wahl 1876 noch fast ein Patt ergeben hatte, wechselte 1879 zur Linken.

### Ende
Nach den Wahlen von 1889 wurde die Entscheidung für eine einzige Fraktion der Rechten diskutiert. Eugène Jolibois, wollte eine kleine Fraktion gründen, um die Unabhängigkeit der Abgeordneten zu ermöglichen. Es ging auch um die Frage der Positionierung zwischen Unnachgiebigkeit und Mäßigung. Die Mäßigung wurde insbesondere von Jacques Piou und Jean Hély d’Oissel unterstützt, die sich vor allem gegen den Vorschlag von Charles-Émile Freppel wandten, die Fraktion in „la droite“ (die Rechte) oder „la droite conservative“ (die konservative Rechte) umzubenennen.
Am 18. Dezember spaltete sich die Union des Droites, die Anti-Boulangisten bildeten die droite royaliste (royalistische Rechte), die Pro-Boulangisten die droite indépendante (unabhängige Rechte), die Bonapartisten blieben in ihrer Gruppe, dem Appel au peuple. Die Union des Droites wurde zu einem parlamentarischen Bündnis. Am 20. März 1890 verließ Jacques Piou mit 40 anderen Abgeordneten die Fraktion und bildete die konstitutionelle Rechte, die die Republik akzeptierte.
Das Ralliement – also der Friedensschluss eines Teils der Katholiken mit der Republik ab 1893 – führte zum endgültigen Ende der Union des droites. Ein erneuter Zusammenschluss der royalistischen Abgeordneten erfolgte von 1910 bis 1919 in der Groupe des droites (Fraktion der Rechten).

### Wahlergebnisse der Union des droites
- Nationalversammlung 1871: 416 von 638 Sitzen (Orl 214, Leg 182, Bon 20)
- Abgeordnetenkammer 1876: 174 von 533 Sitzen (Bon 88, Leg 45, Orl 41)
- Abgeordnetenkammer 1877: 208 von 533 Sitzen (Bon 111, Leg 56, Orl 41)
- Abgeordnetenkammer 1881: 88 von 545 Sitzen (Bon 46, Leg 35, Orl 7)
- Abgeordnetenkammer 1885: 201 von 584 Sitzen (Leg 73, Bon 65, Orl 53)
- Abgeordnetenkammer 1889: 147 von 578 Sitzen (Royalisten 98, Bon 49)[A 4]